# Rosenblattichthys nemotoi
Rosenblattichthys nemotoi är en fiskart som beskrevs av Okiyama och Johnson, 1986. Rosenblattichthys nemotoi ingår i släktet Rosenblattichthys och familjen Scopelarchidae. Inga underarter finns listade i Catalogue of Life.